# Ферула мускусная
Ферула мускусная, или Сумбул, или Мускусный корень (лат. Ferula moschata) — цветковое растение, вид рода Ферула (Ferula) семейства Зонтичные (Apiaceae).
Растет в Средней Азии (Туркестанский хребет, Зеравшан, Гиссарский хребет) по каменистым склонам. Эндемик.
Корни содержат 2—4 % эфирного масла с душистым мускусным запахом. Высушенные корни имеют горько-пряный вкус.
Используется для ароматизации кондитерских изделий, при консервировании, а также в парфюмерии.

## Ботаническое описание
Стеблей несколько, тонких, высотой около 50 см, в верхней части щитковидно ветвящихся. Корень толстый, многоглавый.
Листья жестковатые, снизу слегка опушенные; прикорневые листья овально-треугольные, с длинными сочлененными с пластинкой черешками, пластинка листа трижды перисторассечёная, длиной 20—30 мм, шириной 10—15 мм; стеблевые листья с упрощенной пластинкой; верхние — узкие ланцетовидные влагалища.
Зонтики разные. Центральные — 6—10-лучевые, шириной 4—6 см; боковые одиночные или сидят по два. Зонтички 10—15-цветковые; чашечка зубчатая; лепестки жёлтые, 0,7 мм длиной, продолговато-овальные.
Полуплодики 7 мм длиной, плоскосжатые, в 2 раза длиннее плодоножек; рёбра нитевидные.

## Таксономия
Вид Ферула мускусная Ферула (Ferula) входит в род семейства Зонтичные (Apiaceae) порядка Зонтикоцветные (Apiales).
|  |                                      |  |                                                             |                                                             |                     |  | ещё 8 семейств (согласно Системе APG II) | ещё 8 семейств (согласно Системе APG II) |                      |  |  |  | ещё около 170 видов |
|  |                                      |  |                                                             |                                                             |                     |  | ещё 8 семейств (согласно Системе APG II) | ещё 8 семейств (согласно Системе APG II) |                      |  |  |  | ещё около 170 видов |
|  |                                      |  |                                                             | порядок Зонтикоцветные                                      |                     |  |                                          |                                          | род Ферула           |  |  |  |                     |
|  |                                      |  |                                                             | порядок Зонтикоцветные                                      |                     |  |                                          |                                          | род Ферула           |  |  |  |                     |
|  | отдел Цветковые, или Покрытосеменные |  |                                                             |                                                             | семейство Зонтичные |  |                                          |                                          | вид Ферула мускусная |  |  |  |                     |
|  | отдел Цветковые, или Покрытосеменные |  |                                                             |                                                             | семейство Зонтичные |  |                                          |                                          |                      |  |  |  |                     |
|  |                                      |  | ещё 44 порядка цветковых растений (согласно Системе APG II) | ещё 44 порядка цветковых растений (согласно Системе APG II) |                     |  |                                          | ещё более 300 родов                      | ещё более 300 родов  |  |  |  |                     |
|  |                                      |  |                                                             | ещё 44 порядка цветковых растений (согласно Системе APG II) |                     |  |                                          |                                          | ещё более 300 родов  |  |  |  |                     |